# Deschampsia nubigena
Deschampsia nubigena är en gräsart som beskrevs av Wilhelm B. Hillebrand. Deschampsia nubigena ingår i släktet tåtlar, och familjen gräs.
Artens utbredningsområde är Hawaii. Inga underarter finns listade i Catalogue of Life.

## Bildgalleri

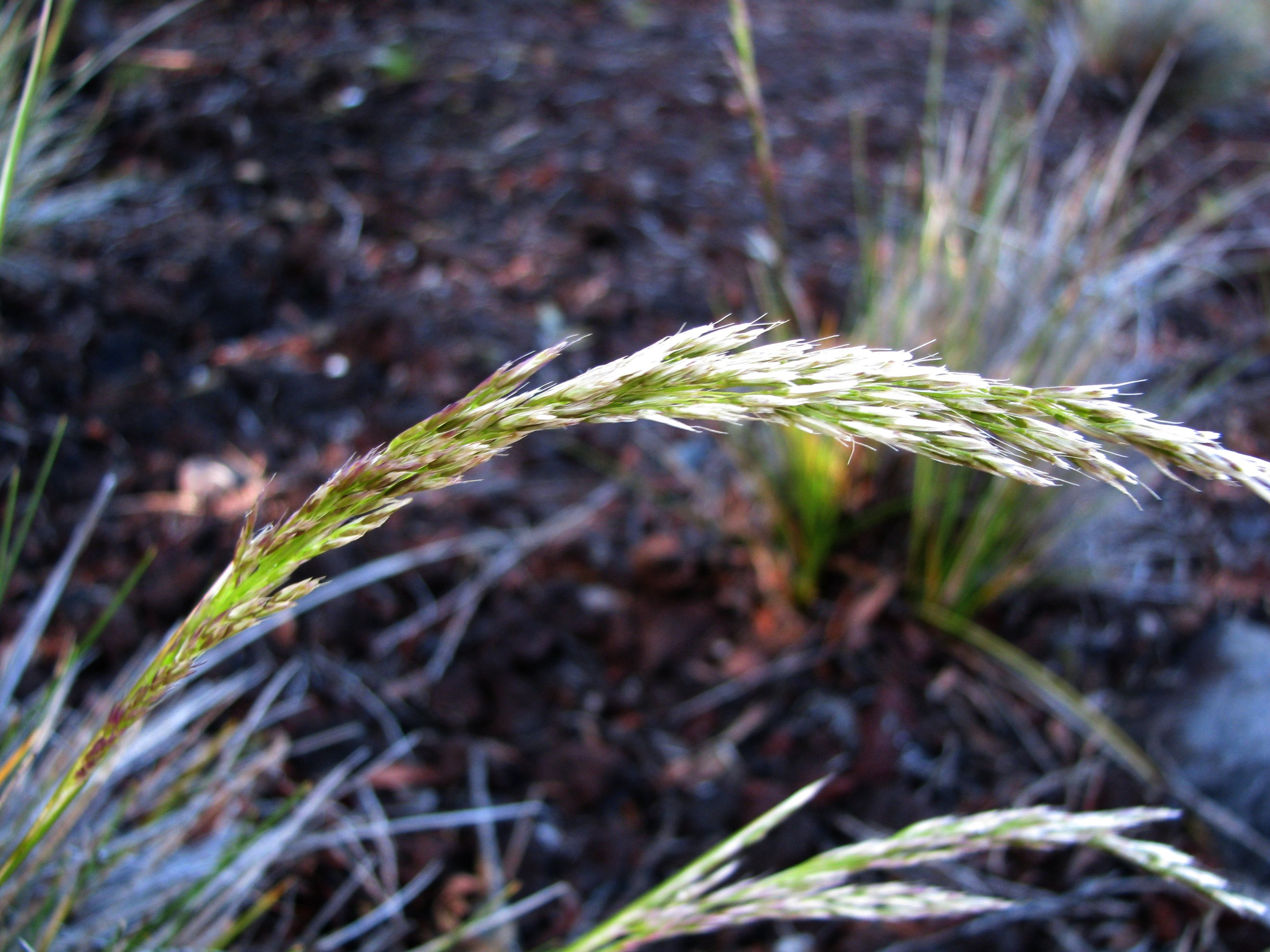
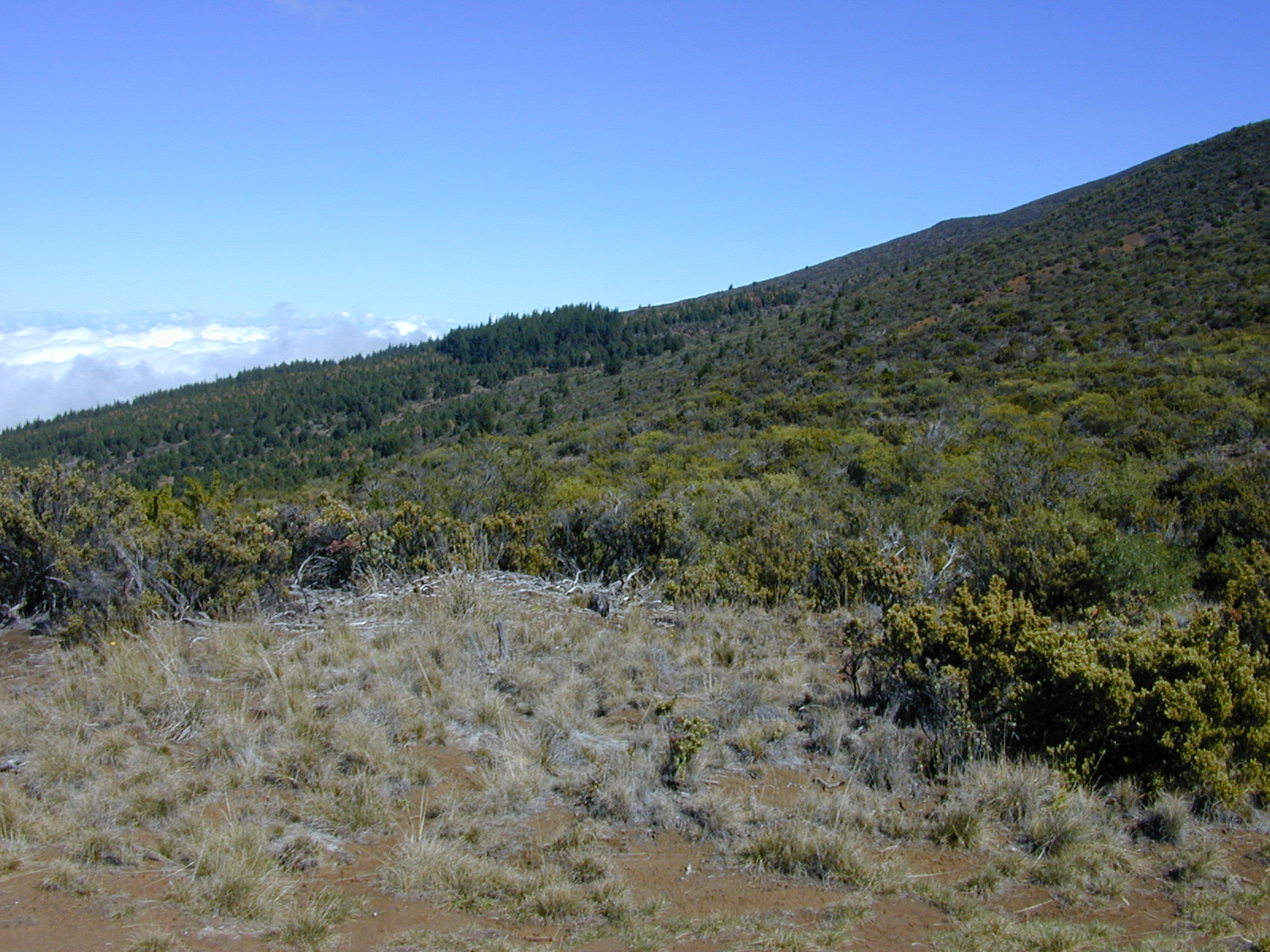
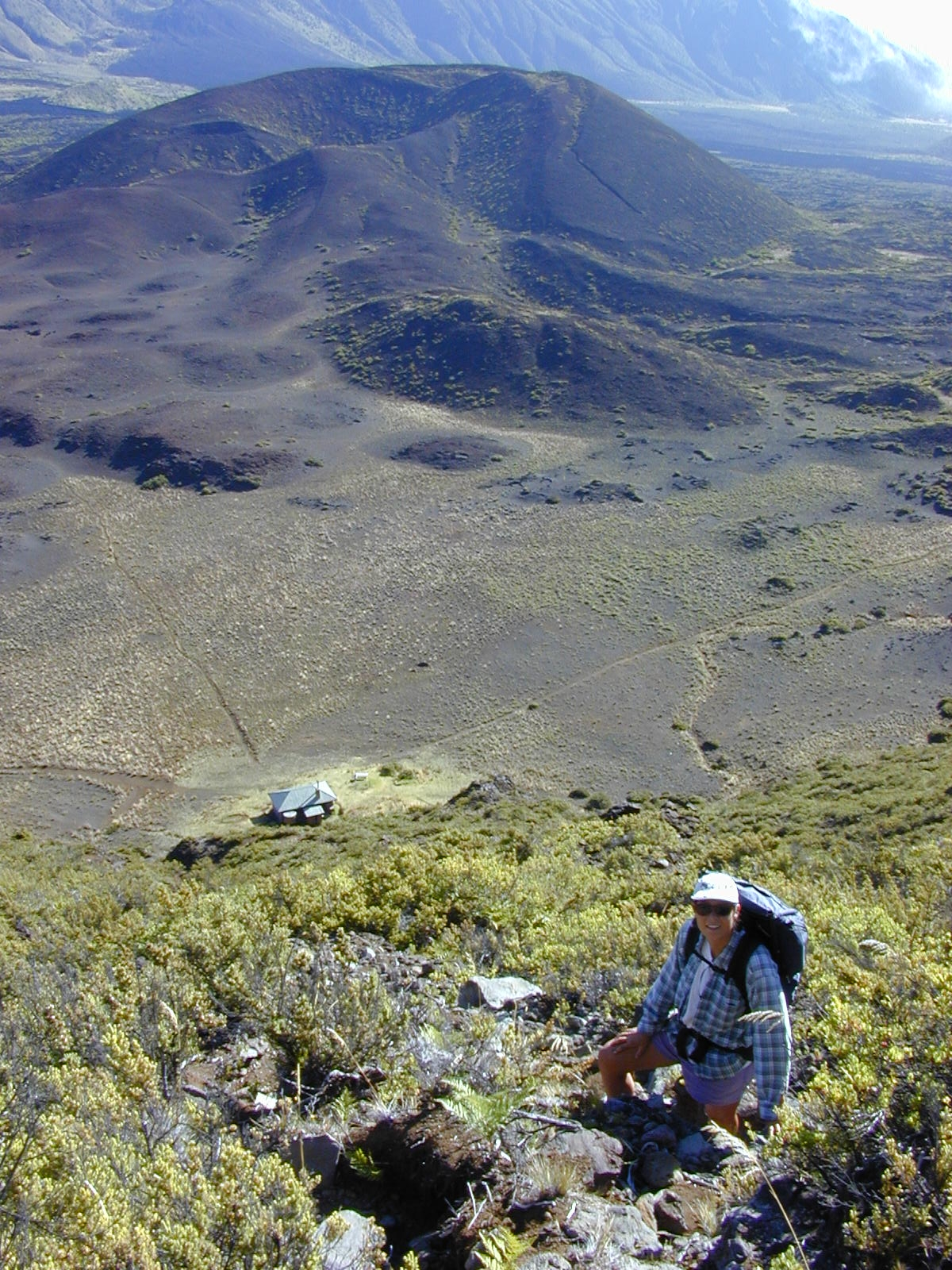
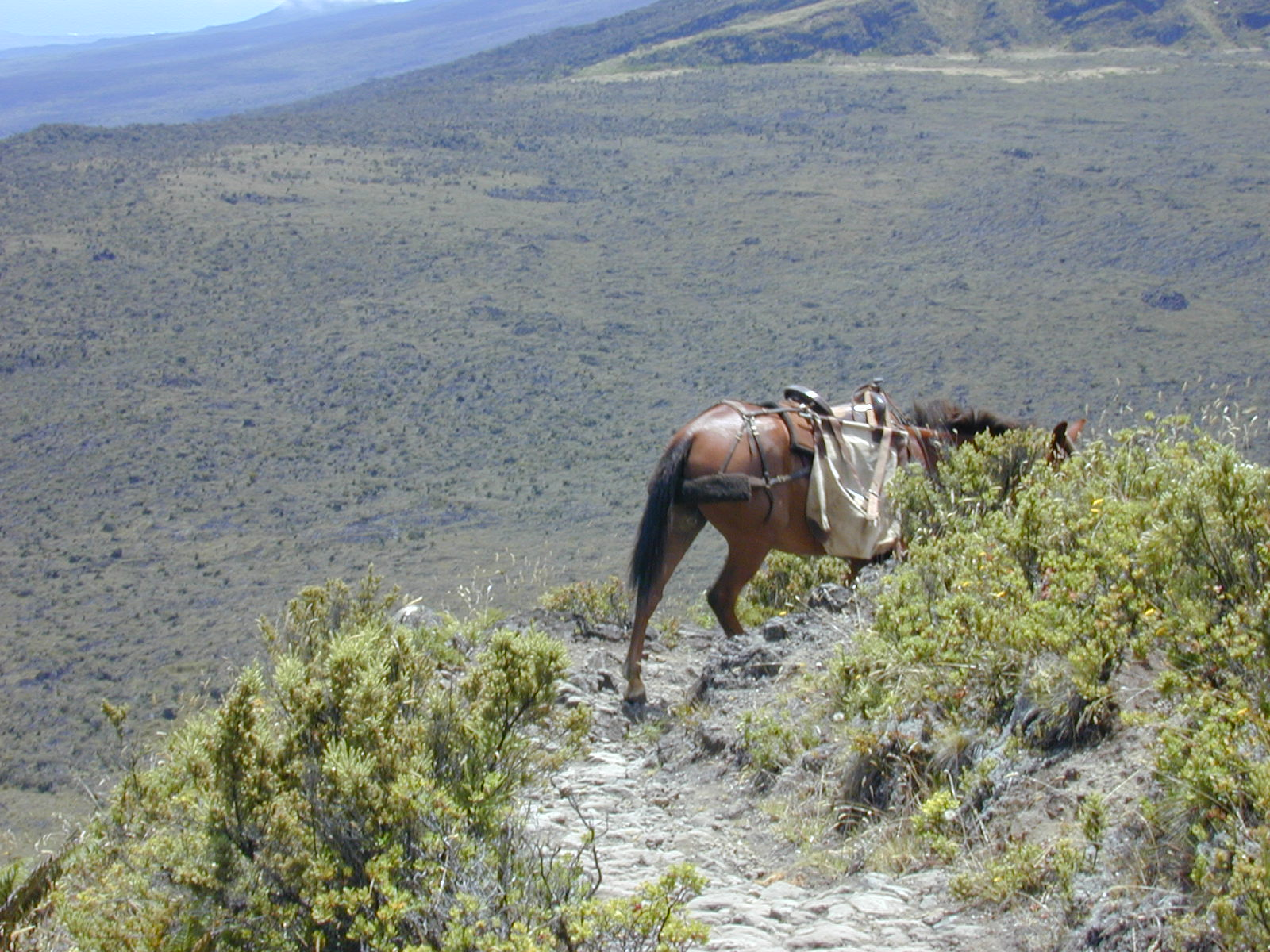